# アンスリウム属
アンスリウム属（アンスリウムぞく、Anthurium）とは、サトイモ科の属の一つ。ベニウチワ属ともいう。熱帯アメリカ原産で600種以上ある。葉や苞（花に見える部分）が美しいものがあり、観葉植物として栽培されるものがある。

## 主な種
- オオベニウチワ（大紅団扇、学名 Anthurium andreanum）

原産地はコロンビア。単にアンスリウムというと本種を意味することが多い。本種の小型の品種をヒメアンスリウム（学名 A. andreanum 'Compactum'）という。
- ベニウチワ（紅団扇、学名 Anthurium scherzerianum）

原産地はグアテマラ、コスタリカ。
- シロシマウチワ（学名 Anthurium crystallinum）

原産地はコロンビア
- ビロードウチワ（学名 Anthurium magnificum）

原産地はコロンビア